# 1-й меридіан східної довготи
1-й меридіан східної довготи — лінія довготи, що лежить на 1 градус східніше Гринвіцького меридіана. Вона проходить від Північного полюса через Північний Льодовитий океан, Атлантичний океан, Європу, Африку, Південний океан та Антарктиду до Південного полюса.
1-й меридіан східної довготи формує велике коло разом із 179-тим меридіаном західної довготи.

## Список географічних об'єктів, що перетинає 1° сх. д.
Починаючи на Північному полюсі та рухаючись до Південного полюса, 1-й меридіан східної довготи проходить через:
| Координати                                               | Країна, територія або море | Примітки                                                                       |
| -------------------------------------------------------- | -------------------------- | ------------------------------------------------------------------------------ |
| 90°0′ пн. ш. 1°0′ сх. д. / 90.000° пн. ш. 1.000° сх. д.  | Північний Льодовитий океан |                                                                                |
| 81°35′ пн. ш. 1°0′ сх. д. / 81.583° пн. ш. 1.000° сх. д. | Атлантичний океан          |                                                                                |
| 61°0′ пн. ш. 1°0′ сх. д. / 61.000° пн. ш. 1.000° сх. д.  | Північне море              |                                                                                |
| 52°58′ пн. ш. 1°0′ сх. д. / 52.967° пн. ш. 1.000° сх. д. | Велика Британія            | Англія — проходить через Стоумаркет[en], Саффолк                               |
| 51°47′ пн. ш. 1°0′ сх. д. / 51.783° пн. ш. 1.000° сх. д. | Північне море              |                                                                                |
| 51°21′ пн. ш. 1°0′ сх. д. / 51.350° пн. ш. 1.000° сх. д. | Велика Британія            | Англія — проходить західніше Вітстейбла[en], Кент                              |
| 51°1′ пн. ш. 1°0′ сх. д. / 51.017° пн. ш. 1.000° сх. д.  | Ла-Манш                    |                                                                                |
| 49°55′ пн. ш. 1°0′ сх. д. / 49.917° пн. ш. 1.000° сх. д. | Франція                    |                                                                                |
| 42°47′ пн. ш. 1°0′ сх. д. / 42.783° пн. ш. 1.000° сх. д. | Іспанія                    |                                                                                |
| 41°2′ пн. ш. 1°0′ сх. д. / 41.033° пн. ш. 1.000° сх. д.  | Середземне море            | Проходить західніше острова Ібіса, Іспанія                                     |
| 36°28′ пн. ш. 1°0′ сх. д. / 36.467° пн. ш. 1.000° сх. д. | Алжир                      |                                                                                |
| 21°13′ пн. ш. 1°0′ сх. д. / 21.217° пн. ш. 1.000° сх. д. | Малі                       |                                                                                |
| 15°0′ пн. ш. 1°0′ сх. д. / 15.000° пн. ш. 1.000° сх. д.  | Нігер                      |                                                                                |
| 13°33′ пн. ш. 1°0′ сх. д. / 13.550° пн. ш. 1.000° сх. д. | Буркіна-Фасо               |                                                                                |
| 13°22′ пн. ш. 1°0′ сх. д. / 13.367° пн. ш. 1.000° сх. д. | Нігер                      | Частина кордону з Буркіна-Фасо проходить за 1 км на захід паралельно меридіану |
| 13°3′ пн. ш. 1°0′ сх. д. / 13.050° пн. ш. 1.000° сх. д.  | Буркіна-Фасо               |                                                                                |
| 11°5′ пн. ш. 1°0′ сх. д. / 11.083° пн. ш. 1.000° сх. д.  | Бенін                      |                                                                                |
| 10°13′ пн. ш. 1°0′ сх. д. / 10.217° пн. ш. 1.000° сх. д. | Того                       |                                                                                |
| 6°18′ пн. ш. 1°0′ сх. д. / 6.300° пн. ш. 1.000° сх. д.   | Гана                       |                                                                                |
| 5°55′ пн. ш. 1°0′ сх. д. / 5.917° пн. ш. 1.000° сх. д.   | Атлантичний океан          |                                                                                |
| 60°0′ пд. ш. 1°0′ сх. д. / 60.000° пд. ш. 1.000° сх. д.  | Південний океан            |                                                                                |
| 69°51′ пд. ш. 1°0′ сх. д. / 69.850° пд. ш. 1.000° сх. д. | Антарктида                 | Проходить через Землю Королеви Мод (претендує Норвегія)                        |